# Sant Esteve d'Èvol
Sant Esteve d'Èvol és una capella del poble d'Èvol, del terme comunal d'Oleta i Èvol, a la comarca del Conflent, de la Catalunya del Nord.
Està situada al nord del poble d'Èvol i de la seva església, Sant Andreu d'Èvol. És al sud, als peus, del Castell d'Èvol.